# 水沙連茶
水沙連茶，為最早有記錄的台灣茶，在清朝初年被記錄下來，因為最早在水沙連山區（今台灣南投縣）採集而得名。由野生茶樹採摘而來，可製成綠茶，被用於醫藥之用，可治熱病與下痢，一般相信茶樹品種為台灣原生種台灣山茶。

## 概論
水沙連茶為台灣最早有記錄的茶樹品種，生長在台灣中央山脈的水沙連山區，茶葉顏色與中國松蘿茶接近，可治熱病。當時生產地在台灣原住民居住地區中，由通事取得原住民同意後入山採摘焙製，下山販賣。
因為可治療痢疾與天花，水沙連茶曾被出口到中國。在清朝末年，台灣開始出口茶葉之後，茶葉種植面積增加，水沙連茶變得少見，也少人討論。